# Axyracrus elegans
Axyracrus elegans är en spindelart som beskrevs av Simon 1884. Axyracrus elegans ingår i släktet Axyracrus och familjen spökspindlar. Inga underarter finns listade.